# 必殺仕事人・激突!
『必殺仕事人・激突!』（ひっさつしごとにん げきとつ）は1991年10月8日から1992年3月24日まで朝日放送と松竹（京都映画撮影所、現・松竹撮影所）の共同製作。テレビ朝日系で毎週火曜日21:00 - 21:54に放送した連続テレビ時代劇。全21話。主演は藤田まこと。
必殺シリーズの第30作、必殺仕事人シリーズの第9作、中村主水シリーズの第15作、朝日放送 開局40周年記念番組である。
テレビ朝日系列の火曜21時枠の番組としては1986年9月終了の『遠山の金さんII』（東映 制作）以来、5年振りの時代劇作品となった。

## 概要
『必殺剣劇人』の終了後、必殺シリーズは連続ドラマとしての放送を終了し、単発のスペシャル番組を継続して放送していた。シリーズのレギュラー放送再開にあたり、問題となったのは放送枠と放送時間だった。朝日放送が当時、制作を担当していたゴールデンタイムの全国ネット番組放送枠は月曜20時、火曜21時、金曜21時であったが金曜21時枠は『素敵にドキュメント』が好調で、最終的に火曜21時枠で4年振りに復活した。シリアスな作風で初回は20%超えの高視聴率を記録したが、その後の視聴率は伸び悩んだ。　
それまでの必殺シリーズと異なり、演出面は幾つかの変更点が見られる。エンディングは初期作品に見られる登場人物の各話毎の劇中の写真を使用。必殺シリーズとしてはCM前に画面右下に番組タイトルを初めて表示する形式を採った。一方で、本編終了時のサブタイトルの表示は廃止された。
また歴代の主水シリーズの第1話では必ずと言っていいほど主水が裏稼業に復帰するまでの過程が描かれているのに対し、本作の第1話では主水はすでに裏稼業に参加しているという設定になっている。
また仕事人シリーズでは恒例となっていた各回ラストでの中村家でのシーンは歴代の主水シリーズ最終回では全く無かったのに対し、本作の最終回では従来通り中村家でのシーンで幕引きとなっている。
シリーズ初の要素としてはもう一つ冒頭部分の変更が行なわれた。従来のようにOP → ドラマ冒頭パート → サブタイトル → CMという構成ではなく、ドラマ冒頭パート → OP → サブタイトル → CMの順番に変わっている。
出陣のテーマ曲は新しく作られたが本作オリジナルの殺しのテーマ曲は作られず、「必殺!」が使用された。主水の殺しのシーンは以前の仕事人シリーズ同様「中村主水のテーマ」を使用、後半は朝右衛門も別のBGM（「潜入」）を使用した。
本作の設定を基に、映画『必殺!5 黄金の血』『必殺スペシャル・新春 せんりつ誘拐される、主水どうする? 江戸政界の黒幕と対決!純金のカラクリ座敷』を制作したが配役は一部異なる。
本作の後番組は現代劇のテレビドラマ『裏刑事-URADEKA-』となり、テレビ朝日系 火曜21時枠は本作以降、連続テレビ時代劇は現在まで放送していない。必殺シリーズのレギュラー放送は本作終了後、『必殺仕事人2009』まで中断した。

## あらすじ
江戸城・大奥の中﨟（ちゅうろう） 初瀬は仕事人の元締という裏の顔を持っていた。中村主水、時計師の夢次、お面売りのお歌、鎌使いの紋太は初瀬と共に仕事人グループを結成。裏稼業を続けていた。毎月、五の日と十の日に初瀬が上野東照宮頼み人から依頼と金を受け取る仕組みで、主水はその繋ぎ役であった。
ある日の仕事の際、主水たちは南町奉行所が極秘で結成した仕事人狩り部隊「覆面組」の襲撃を受ける。紋太が瀕死の重傷を負い、江戸に舞い戻って来た秀に「自分の死骸が残ると妻のさだと一人娘のおみよに奉行所の手が掛かる」と言い残して、鎌で腹部を自ら刺して、秀に後を託し、川に飛び込み自害した。
秀は紋太の恨みを晴らすべく、主水と再会して、公儀の御試御用首切り役　山田朝右衛門を仲間に加え、新たな仕事人グループが誕生。覆面組の恐怖と闘いながら、悪人を闇に葬っていく。

### 概説
本作は『必殺仕事人V・激闘編』以来の元締の存在する仕事人グループが結成された。仕事人狩りを専門に行うために組織された「覆面組」との戦いなど、番組開始当初はそれまでのシリーズとは一線を画したストーリーを展開した。
覆面組は第6話で壊滅。初瀬は第9話から第20話まで登場せず、第9話以降は従来通りの展開に戻った。その後は依頼人を上野東照宮に行かせる描写がある他、第14話では夢次が「裏の仕事の依頼はを元締を通してのものだ」と語っているため、依頼のシステム自体は存続しているが仕事人が依頼人の最期を看取って仕事料を受け取るという従来のパターンが見られるようになる。

## 登場人物

### 仕事人
中村主水
演 - 藤田まこと
南町奉行所の同心。本作は定町廻りから定中役 へ配置換えとなった。奉行所ではあいかわらずの昼行灯で、家では嫁と姑にいびられている。
本作では元締の初瀬と上野東照宮内で直接会い、仕事を引き受ける役目を担っている。第6話までは覆面組の動向を気にしつつも仕事を受けていたと同時に、依頼人に関わりすぎる秀に困惑していた。
最終話で初瀬が遠島のために船着き場に着いた際はその場に立ち会い、初瀬を見送った。その際は「下世話な話も楽しかった」と感謝の意を述べられている。
夢次
演 - 中村橋之助
時計師。第7話で廃業して、日雇いや女郎屋の呼び込みで日銭を稼いでいる。色男の遊び人で調子のいい優男。
仕事人としては殺しの他に情報収集役として、屋根裏に忍び込むことも多く、時には色仕掛けで情報収集を行う。
第6話で初瀬が覆面組たちに仕事人達との関係を疑われ、付け狙われた際は時計師として江戸城に入り込み、主水の代わりに連絡役を担った。
第15話では、女にうつつを抜かしていたことから「俺がこの手離したら、おめえは仕事人じゃなくなる。わかってるな？」と秀に忠告されたが手を振りほどき女の元へ走ったが、その後は仕事に参加して裏稼業を最後まで続けた。
第17話から第20話は登場せず、最終話での最後の仕事の後は長崎へ向かい、南蛮船の中で豪遊していた。
お歌
演 - 光本幸子
お面売りで、裏稼業の通り名は「百化けのお歌」。面倒見が良く、姐御肌の女性。暗殺も行うが情報収集と連絡役を担い、狐の面で顔を隠して、一般人と接することがある。殺害対象に顔を見せる際は「お狐様の使い」と称する。
第6話で、秀を匿ったとして覆面組に捕えられ拷問を受けるが、主水の機転と覆面組の壊滅によって救出される。
最終話では懇意にしていた瓦版屋が殺され、その遺児と一緒に上野東照宮に仕事の依頼の依頼を持ち込む。最後の仕事を終えた後は、瓦版屋の遺児を連れて江戸を去った。
山田朝右衛門
演 - 滝田栄
公儀の御試御用首切り役。清廉潔白な且つ寡黙な人物で、その役目を全うするために正義を重んじる。普段から笑うことはなく、厳しい顔つきで過ごす。
28年前に自らが処刑した鼠小僧次郎吉が実は無実だったことを知り、次郎吉を陥れた黒幕を成敗するために仕事人となる。仕事柄、幕府の重役たちとも顔見知りで、それを利用して情報収集を行うことがある。
第5、11、13、14、16、19、20話と映画『必殺!5 黄金の血』には登場しないが、『必殺スペシャル・新春 せんりつ誘拐される』には登場している。
モデルは実在の人物である山田浅右衛門の7代、山田朝右衛門吉利と思われる。
初瀬
演 - 酒井和歌子
江戸城 大奥の中﨟。仕事人の元締で上野東照宮の参拝を利用して頼み人から仕事の依頼を受け、主水に直接指示して手配を行う。その際に主水と世間話をするが、世間知らずの初瀬に主水が下世話な話題を振るため、ちぐはぐな会話を取り交わす。
依頼の内容や殺害対象の素性によっては独断で仕事料を上乗せしたりする寛容さを持ち合わせている。第9話から第20話は登場せず、最終回に登場する。
基本的に殺しは行わないが最終回では大奥で懐刀を使い、勘定奉行らと通じていた御年寄の滝川をすれ違い様に刺殺。その殺しとの関係は不明だが直後に遠島となり、江戸を去った。
秀
演 - 三田村邦彦
飾り職人。殺し屋の稼業を続けてきた自身が堅気の身分に戻れるかどうか試みようと江戸に帰って来た。帰郷して間もない頃、旧知の仕事人であった鎌使いの紋太の死をきっかけに主水と再会。仕事人に復帰する。
旧友で裏稼業の仲間の紋太を助け出せず死なせてしまった罪悪感から、紋太の妻であるさだに対しては不器用ながらも優しく気遣う姿が見られた。
最後の仕事を終えるとさだには何も告げず、一人で江戸を去った。

### その他
中村せん
演 - 菅井きん
主水の姑。あいわらず婿養子の主水をいびる。
主水が仕事人であることは知らない。
中村りつ
演 - 白木万理
主水の妻。せんとともに、婿養子の主水をいびる。
主水が仕事人であることは知らない。
同心 成川
演 - 目黒祐樹
南町奉行所の同心で主水の同僚。
主水とは気が合うようで奉行所内で馬鹿にされがちな主水を下に見ることなく冗談を言い合ったり、世相に詳しく情報に通じているため、主水に重要な情報をもたらす。
主水が仕事人であることは知らない。
さだ
演 - 麻丘めぐみ
秀の旧知の仕事人 鎌使いの紋太の妻で、仕立ての仕事を営む。かつては芸者をしていた事が第19話で語られている。長屋では秀の家の斜め向かいに住んでいる。
第1話で紋太が死んだ後、一人娘のおみよと2人で暮らしていたが、第6話でおみよが覆面組の襲撃に巻き込まれ、命を落としたことで悲しみの途方に暮れる。
覆面組の壊滅後は姿を見せなかったが終盤で端役として再登場した。
同じ長屋に住む秀のことを気に掛けており、未亡人なりの想いを寄せていた。
おみよ
演 - 田中亜衣
紋太とさだの一人娘。第6話で覆面組の襲撃に巻き込まれ、命を落とす。
覆面組 幹部
演 - 中西宣夫
覆面組を統率する幹部。第1 - 5話まで登場するが、第6話に登場する統率者の荒巻とは別人。第7話 以降は登場しない。
覆面組
南町奉行所内に作られた仕事人狩り専門の組織。召集時と行動時ともに覆面を付けている。第1話から暗躍しており、仕事人を罠にかけ、紋太を含む多くの江戸の仕事人を殺害した。
複数の同心が召集されているが、誰が覆面組かは奉行所内でも秘匿とされ、主水は同僚を疑いながら勤務をしていたために裏の仕事はかなり慎重になっていた。召集された同心には証の札が渡される。召集には奉行所内の太鼓が使われ、正午の太鼓の叩き方の違いで召集がかかる仕組みになっている。
出所は不明だが、仕事人が動くとの情報を仕入れ、それに基づいて罠を仕掛けて急襲する。
第1話に登場した林権三郎も覆面組の一人で、秀の手配書を主水に見せたうえで「奉行所内に仕事人の仲間がいると思う」と主水に告げ、秀と会話をしていた主水が仕事人ではないかと疑っていた。この発言から主水は上野東照宮の存在を教え、仕留めに来た覆面組を全員で一掃した。遺体は証拠が残らないように埋めた模様。
紋太の死に際にいた秀を仕事人の一人として目を付け、手配書を回すなどして執拗に狙うようになる。第6話では秀が住む長屋を急襲して、おみよが巻き込まれる形で死亡。匿ったお歌を捕まえて拷問に掛けるが、お歌は救出され、覆面組は仕事人グループによって壊滅した（第6話）。
辻占売りの少年
演 - 谷口公洋
辻占いのおみくじを売っている少年。第3話ではしじみを売っている。第9話 以降は登場しない。
山田そで
演 - 中條郷子
山田朝右衛門の妻。
山田吉亮
演 - 竹内良輔
朝右衛門の長男。
山田在吉
演 - 久保田潤
朝右衛門の次男。
山田吉豊
演 - 岡田一恭
朝右衛門の三男。

### ゲスト
第1話 「ねずみ小僧の恋人」
- 林権三郎 - 平泉成
- お初 - 谷口香
- お梅 - マキノ佐代子
- 鎌使いの紋太 - 甲斐道夫
- 御年寄 - 三浦徳子
- - 山口幸生
- - 須永克彦
- - 田中弘史
- - はりた照久
- - 中西宣夫
- - 谷口公洋
- - 田中亜衣
- - 蝦名勝
- - 安岡真智子

第2話 「大久保彦左衛門のたらい」
- 大久保彦次郎 - 織本順吉
- 剣持雪絵 - 池田純子
- 剣持兵庫 - 中丸新将
- お滝 - 神津はづき
- 定吉 - 黒田隆哉
- 平戸屋清右衛門 - 当銀長太郎
- 渡海屋源兵衛 - 芝本正
- 太助 - 有光豊
- - 中西宣夫
- - 稲葉浩子
- - 富岡美智子
- - 東田達夫

第3話 「水戸黄門の印籠」
- 弥之助 - 鷲生功
- 辺見頼平 - 久富惟晴
- お勢 - 塚田きよみ
- 仁兵衛 - 小沢象
- - 下元年世
- - 谷口公洋
- - 中西宣夫
- - 安岡真智子
- - 谷口公洋
- - 田中亜衣
- - 和田かつら
- - 藤原ひろみ
- - 上田真理
- - 岡田一恭
- - 久保田潤
- - 竹内良輔

第4話 「八百屋お七の振袖」
- お小夜 - 杉浦幸
- お藤 - 小野さやか
- 小野寺勝重 - 中田博久
- 坂井伝次郎 - 外山高士
- - 白川浩二郎
- - 五十嵐義弘
- - 伊庭剛
- - 中西宣夫
- - 佐藤雅夫
- - 田中亜衣
- - 安岡真智子

第5話 「弁天小僧のかんざし」
- 瀬川菊次郎／弁天小僧（舞台） - 高汐巴
- 油屋源右衛門 - 上野山功一
- 同心 橋本 - 岩尾正隆
- 花巻 - 栗田陽子
- 鳥井土佐守 - 柳原久仁夫
- 名題女形 - 野土晴久
- 茶屋女将 - 坂本和子
- - 白川明彦
- - 中西宣夫
- - 福山龍次
- - 田中亜衣
- - 宮崎真由美

第6話 「徳川家康のキセル」
- 荒巻忠弥 - 菅貫太郎
- 酒井能登守 - 早川純一
- 尾上 - 水原まき
- みね - 上原翔子
- 篠村備中守 - 西園寺章雄
- - 森下鉄朗
- - 亀井賢二
- - 楠本光子
- - 多々納斉
- - 松尾勝人
- - 加藤正記
- - 田中亜衣
- - 平井靖

第7話 「江戸繁盛の裏の顔」
- おきち - 小川敦子
- 与之吉 - 畠山久
- 小田島隼人 - 大林丈史
- 十文字屋藤兵衛 - 田畑猛雄
- 松五郎 - 大橋壮多
- 同心 片桐 - 久賀大雅
- - 中條郷子
- - 山口朱美
- - 松尾勝人
- - 加藤正記
- - 泉祐介
- - 蔵多哲雄
- - 藤原ひろみ
- - 松本圭昌
- - 富岡美智子
- - 明石恵子

第8話 「新門辰五郎のまとい」
- 金次 - 加納竜
- お妙 - 守谷佳央理
- 飛騨屋忠兵衛 - 山本紀彦
- め組辰五郎 - 西山辰夫
- - 楠年明
- - 五味龍太郎
- - 大竹修造
- - 石倉英彦
- - 谷口孝史
- - 谷口公洋
- - 平井靖

第9話 「対決! 邪剣VS剛剣」
- お峰 - 高沢順子
- 垣内左近 - 堀田真三
- 倉橋勘兵衛 - 石山雄大
- 仙太 - 中嶋俊一
- - 朝日完記
- - 川本チフミ
- - 寺下貞信
- - 小野朝美
- - 遠山二郎
- - 川上哲
- - 草木宏之
- - 平井靖
- - 東田達夫
- - 福山龍次
- - 蝦名勝
- - 堀北幸夫
- - 落合智子
- - 中嶋洋子
- - 東山千恵子
- - 及川潤

第10話 「主水、出勤日数をごまかす」
- 清六 - 椎谷建治
- お千代 - 斉藤絵里
- 倉田屋源兵衛 - 小林勝彦
- 松岡越中守 - 溝田繁
- - 南條好輝
- - 出水憲
- - 真田実
- - 門田裕
- - 末永直美
- - 小松恵

第11話 「主水、阿片戦争に気をもむ」
- 弥生 - 北原佐和子
- 政太郎 - 妹尾洸
- 浜脇兵助 - 宮口二郎
- 蓬屋重兵衛 - 西山嘉孝
- - 当銀長太郎
- - 土井健守
- - 岡村学
- - 滝野貴之
- - 田辺ひとみ
- - 小笠原町子
- - 牧野由未子

第12話 「霊感少年を操る極悪人」
- お里 - 鷲見利恵
- 浄円 - 蔵下輝美
- 天照 - 北九州男
- お甲 - 桃山みつる
- 佐久間伊織 - 徳田興人
- 赤星仙十郎 - 滝譲二
- 矢吉 - 多賀勝一
- 文三 - 北見唯一
- - 太田和余
- - 路井恵美子
- - 丹波美奈子
- - 太田敦子
- - 谷田亜樹世
- - 明石恵子

第13話 「夢次、見合いする!?」
- 出雲屋清十郎 - 吉田次昭
- 緒方市之丞 - 山口仁
- お澄 - 高島礼子
- 松平主殿 - 白川浩二郎
- - 松本幸三
- 与平 - 下元年世
- 荒岩 - 阿波地大輔
- - 柴田善行
- - 浜田雄史
- - 柳原久仁夫
- - 国田栄弥
- - 戸田明子
- - 大迫英喜
- - 和田智恵

第14話 「主水一家のバブル」
- お照 - 若林志穂
- 阿波屋 - 中田浩二
- 勝五郎 - 伊藤高
- 榊原采女 - 千波丈太郎
- お染 - 浅見美那
- 新次郎 - 熊谷俊哉
- 稲城屋 - 五味龍太郎
- 吉兵衛 - 大木晤郎
- - 諸木淳郎
- - 五十嵐秀樹
- そば屋 - 日高久
- - 蔵多哲雄
- - 森下鉄朗
- - 河野元子
- - 加藤正記

第15話 「夢次、女盗賊にほれる」
- おたき - 朝比奈順子
- 大口屋善右衛門 - 西沢利明
- おちか - 藤奈津子
- おきぬ - 吉本真由美
- おとよ - 和泉敬子
- - 原博美
- - 石井洋充
- - 山口幸生
- - 佐藤雅夫
- - 小船秋夫
- - 勝見和也
- - 川本美由紀
- - 前川恵美子
- - 和田かつら

第16話 「夢次、江戸のテレクラでバイトする」
- おみの / おはる(二役) - 一色彩子
- 番頭 市兵衛 - 原口剛
- 鏑木軍兵衛 - 高品剛
- おしま - 志乃原良子
- 半次郎 - 高峰圭二
- 備前屋清吉 - 西園寺章雄
- 安五郎 - 山本弘
- 新八 - 白川明彦
- 与助 - 松尾裕之
- - 竹岡良子
- - 和気千枝
- - 藤江美和
- - 野村千景

第17話 「主水、幕府のクーデターにまきこまれる」
- 後藤備前守 - 小林昭二
- 江利対馬守 - 石浜朗
- 高柳又十郎 - 伊藤敏八
- ぬい - 西初恵
- 日下部主膳 - 藤沢薫
- 東雲の局 - 松村康世
- 老中 黒田 - 須永克彦
- - 千葉保
- - 加藤重樹
- - 柳川昌和
- - 鎌田武範
- - 加藤正記

第18話 「主水、釣り友だちの恨みを晴らす」
- 片山惣十郎 - 島田順司
- 上州屋利平 - 荒木しげる
- 片山於菊 - 北川めぐみ
- 片山亜耶 - 守谷佳央理
- 尾花銀之助 - 伊庭剛
- 吟味与力 坂口 - 五十嵐義弘
- 須田勝之進 - 松田敏幸
- そば屋 店主 - 結城市朗
- - 森あつこ
- - 亀井賢二
- - 真田実
- - 松尾勝人
- - 蝦名勝
- - 草木宏之
- 魚辰 - 小船秋夫

第19話 「秀、女絵師のモデルになる」
- 篠屋文左衛門 - 佐川満男
- 千菊 - 吉川十和子
- 滝沢安房守 - 石橋雅史
- 秀峰 - 草見潤平
- 山形屋善兵衛 - 北見唯一
- 花井右近 - 石倉英彦
- 丹後屋清兵衛 - 森下鉄朗
- 小者の六 - 平井靖

第20話 「主水、京に上る」
- 暗闇の喜平次 - 綿引勝彦
- お里 - 吉野真弓
- 松倉内膳正重勝 - 原田清人
- 横田勘十郎 - 大竹修造
- 佐吉 - 崎津隆介
- 阿部出羽守 - 溝田繁
- 京都所司代 - 楠年明
- - 楠本光子
- - 玉生司郎
- - 河野清子
- - 藤井康次
- - 寺谷真由美
- - 藤江美和
- - 河合綾子
- 矢助 - 芦屋小雁

第21話 「最後の大仕事」
- 結城誠三郎 - 清水章吾
- 永井伊予守勝政 - 黒部進
- 滝川 - 湖条千秋
- 相模屋利平 - 田畑猛雄
- 後藤庄左衛門 - 田中弘史
- 佐久間勘助 - 芝本正
- 矢源太 - 下元年世
- 三野田 - 関根大学
- - 野土晴久
- - 岡田匡史
- - 小林泉
- - 酒井雅代

## 殺し技
中村主水
大刀と脇差で悪人を斬る、刺す。基本は悪人を油断させながら一瞬の隙を突いて、脇差を相手の急所に刺す技を使用。
BGMは『仕事人から一言～中村主水のテーマ～』が流れる。
夢次
煙管と煙草入れを改造した特殊な火鉄砲を使用。火の点いた煙管を煙草入れに差し込むとゼンマイが巻き上がり、煙管の雁首から赤く焼けたゼンマイが射出され、悪人の急所を撃ち抜く。小型ながら近距離であれば二人同時に仕留める威力があり、第9話ではお歌が細い路地に誘い込んだ相手三人のうち、二人を一撃で仕留めた。
単発式で分解しない限りは連射できないため、護身用に短刀を携帯している。脚本では、命中した際に心臓が爆発するCGの演出が入ると記されていた。
お歌
悪人の顔へ裏に糊を塗った面を投げて貼り付かせ、怯んだ所を匕首で斬る、刺す。
殺しはせずにお面だけを貼り付かせて、ひるませたり、逆にお面を使わずに相手を斬り殺すことがあった。
山田朝右衛門
斬首用の白大刀、または通常の大刀で悪人を斬り倒す。悪人を大刀で突き刺して、止めに相手の首筋を切ることが多い。第9話、第17話、第18話、『必殺スペシャル・新春 せんりつ誘拐される』では白大刀を使用せず、通常の大刀を使用した。
主水と異なり、正面から斬り込む居合で対象以外は素早い動きで顔を確認される間もなく、峰打ちで気絶させる。大刀だけでは無く、白鞘を巧みに扱い、抜刀するのは最後だけということも多い。
第17話、第18話、第21話は通常のBGMが一旦切れて、独自のBGM「潜入」 が流れる。
秀
金属製の房が付いた銀色の簪で、悪人の首筋を刺す。刺す仕草だけで止め、標的を巡礼女の姿で逃がした場合もある（第5話。仕事料は主水が回収）。相手の刀を奪い、突き刺したことがある（第6話）。

## スタッフ
- 制作 - 山内久司（朝日放送）、櫻井洋三（松竹）
- プロデューサー - 福永喜夫（朝日放送）、高橋信仁（松竹）、武田功（京都映画撮影所）
- 脚本 - 吉田剛、中村勝行、篠崎好、髙山由紀子、保利吉紀、田上雄、いずみ玲、鴨井達比古、中原朗、佐藤五月
- 音楽 - 平尾昌晃[27]
- 編曲 - 竜崎孝路[28]
- ナレーター - 徳光和夫
- 協力 - エクラン演技集団、新演技座
- 監督 - 原田雄一、石原興、松野宏軌、吉田啓一郎、津島勝
- 製作協力 - 京都映画撮影所（現・松竹撮影所）
- 制作 - 朝日放送、松竹

## 主題歌・挿入歌
- 主題歌 - 藤田まこと「月が笑ってらぁ」（ポリスター[29]）[30]
作詞：荒木とよひさ、作曲：堀内孝雄、編曲：水谷竜緒
藤田まことが必殺シリーズの主題歌を初めて唄った。
- 挿入歌 - 麻丘めぐみ「やさしくしないで」（ポリスター[31]）[32]
作詞：たきのえいじ、作曲：堀内孝雄、編曲：今泉敏郎
曲が流れる際は曲名と歌手名のテロップが表示された。必殺シリーズの挿入歌としては唯一、エンディングにクレジットされた。

## 放送日程
| 話数   | 放送日         | サブタイトル                         | 脚本                | 監督       |
| ------ | -------------- | ------------------------------------ | ------------------- | ---------- |
| 第1話  | 1991年10月08日 | ねずみ小僧の恋人                     | 吉田剛              | 原田雄一   |
| 第2話  | 10月15日       | 大久保彦左衛門のたらい               | 中村勝行            | 石原興     |
| 第3話  | 10月22日       | 水戸黄門の印籠                       | 吉田剛              | 原田雄一   |
| 第4話  | 10月29日       | 八百屋お七の振袖                     | 篠崎好              | 石原興     |
| 第5話  | 11月12日       | 弁天小僧のかんざし                   | 高山由紀子          | 松野宏軌   |
| 第6話  | 11月19日       | 徳川家康のキセル                     | 保利吉紀            | 石原興     |
| 第7話  | 11月26日       | 江戸繁盛の裏の顔                     | 田上雄              | 松野宏軌   |
| 第8話  | 12月10日       | 新門辰五郎のまとい                   | 田上雄              | 松野宏軌   |
| 第9話  | 12月17日       | 対決! 邪剣VS剛剣                     | いずみ玲            | 松野宏軌   |
| 第10話 | 12月24日       | 主水、出勤日数をごまかす             | 鴨井達比古          | 松野宏軌   |
| 第11話 | 1992年01月07日 | 主水、阿片戦争に気をもむ             | 高山由紀子          | 吉田啓一郎 |
| 第12話 | 1月14日        | 霊感少年を操る極悪人                 | 篠崎好              | 松野宏軌   |
| 第13話 | 1月21日        | 夢次、見合いする!?                   | いずみ玲            | 吉田啓一郎 |
| 第14話 | 1月28日        | 主水一家のバブル                     | 田上雄              | 原田雄一   |
| 第15話 | 2月04日        | 夢次、女盗賊にほれる                 | 中原朗              | 原田雄一   |
| 第16話 | 2月18日        | 夢次、江戸のテレクラでバイトする     | 田上雄              | 原田雄一   |
| 第17話 | 2月25日        | 主水、幕府のクーデターにまきこまれる | 田上雄              | 津島勝     |
| 第18話 | 3月03日        | 主水、釣り友だちの恨みを晴らす       | 高山由紀子 佐藤五月 | 松野宏軌   |
| 第19話 | 3月10日        | 秀、女絵師のモデルになる             | 保利吉紀            | 津島勝     |
| 第20話 | 3月17日        | 主水、京に上る                       | 篠崎好              | 原田雄一   |
| 第21話 | 3月24日        | 最後の大仕事                         | 篠崎好              | 松野宏軌   |

## ネット局
系列は放送当時のもの。
| 放送対象地域   | 放送局             | 系列                          | 備考               |
| -------------- | ------------------ | ----------------------------- | ------------------ |
| 近畿広域圏     | 朝日放送           | テレビ朝日系列                | 制作局             |
| 関東広域圏     | テレビ朝日         | テレビ朝日系列                |                    |
| 北海道         | 北海道テレビ       | テレビ朝日系列                |                    |
| 青森県         | 青森朝日放送       | テレビ朝日系列                |                    |
| 岩手県         | テレビ岩手         | 日本テレビ系列                |                    |
| 宮城県         | 東日本放送         | テレビ朝日系列                |                    |
| 秋田県         | 秋田テレビ         | フジテレビ系列                |                    |
| 山形県         | 山形放送           | 日本テレビ系列 テレビ朝日系列 |                    |
| 福島県         | 福島放送           | テレビ朝日系列                |                    |
| 新潟県         | 新潟テレビ21       | テレビ朝日系列                |                    |
| 長野県         | 長野朝日放送       | テレビ朝日系列                |                    |
| 山梨県         | テレビ山梨         | TBS系列                       |                    |
| 富山県         | 富山テレビ         | フジテレビ系列                |                    |
| 石川県         | 北陸朝日放送       | テレビ朝日系列                |                    |
| 福井県         | 福井テレビ         | フジテレビ系列                |                    |
| 静岡県         | 静岡けんみんテレビ | テレビ朝日系列                | 現・静岡朝日テレビ |
| 中京広域圏     | 名古屋テレビ       | テレビ朝日系列                |                    |
| 鳥取県・島根県 | 山陰放送           | TBS系列                       |                    |
| 広島県         | 広島ホームテレビ   | テレビ朝日系列                |                    |
| 山口県         | 山口放送           | 日本テレビ系列 テレビ朝日系列 |                    |
| 徳島県         | 四国放送           | 日本テレビ系列                |                    |
| 香川県・岡山県 | 瀬戸内海放送       | テレビ朝日系列                |                    |
| 愛媛県         | 南海放送           | 日本テレビ系列                |                    |
| 高知県         | テレビ高知         | TBS系列                       |                    |
| 福岡県         | 九州朝日放送       | テレビ朝日系列                |                    |
| 長崎県         | 長崎文化放送       | テレビ朝日系列                |                    |
| 熊本県         | 熊本朝日放送       | テレビ朝日系列                |                    |
| 大分県         | 大分放送           | TBS系列                       |                    |
| 宮崎県         | 宮崎放送           | TBS系列                       |                    |
| 鹿児島県       | 鹿児島放送         | テレビ朝日系列                |                    |
| 沖縄県         | 琉球放送           | TBS系列                       |                    |

## 地上波・BS・CSでの再放送
地上波ではテレビ朝日の系列局。テレビ埼玉では必殺アワー内で定期的に放送されている。BS朝日でも放送するが、地上波の初回放送では実施していない文字多重放送を実施している。
CS ではホームドラマチャンネル、時代劇専門チャンネルなどで放送した。2014年、時代劇専門チャンネルで放送されたHDリマスター版は番組タイトル、サブタイトルをのぞくテロップが差し替えられており、エンディングのキャスト、スタッフ紹介の字幕表記の書体がゴシック体から明朝体に変更した。

## 前後番組
| テレビ朝日系 火曜21時台（ここからABC制作のドラマ枠）                                                                     | テレビ朝日系 火曜21時台（ここからABC制作のドラマ枠） | テレビ朝日系 火曜21時台（ここからABC制作のドラマ枠） |
| 前番組 | 番組名                                               | 次番組                                               |
| --- | ---------------------------------------------------- | ---------------------------------------------------- |
| 火曜ミステリー劇場 （テレビ朝日・ABCの交互制作） ※20:00 - 21:48ANNニュース （テレビ朝日制作、54分繰上げ） ※21:48 - 21:54 | 必殺仕事人・激突! （1991年10月8日 - 1992年3月24日）  | 裏刑事-URADEKA- （1992年4月14日 - 6月30日）          |